# McAllen
McAllen – miasto w Stanach Zjednoczonych, w południowej części stanu Teksas, w dolinie rzeki Rio Grande. Według spisu w 2020 roku liczy 142,2 tys. mieszkańców i jest największym miastem hrabstwa Hidalgo, oraz 23. co do wielkości miastem Teksasu.
W mieście rozwinął się przemysł spożywczy oraz chemiczny.

## Miasta partnerskie
- Ville Saint Laurent, Kanada
- Ganzhou, ChRL
- San José, Kostaryka
- Acapulco, Meksyk
- Cadereyta Jiménez, Meksyk
- García, Meksyk
- Villa de Guadalupe, Meksyk
- Irapuato, Meksyk
- Zihuatanejo, Meksyk
- Monterrey, Meksyk
- Reynosa, Meksyk
- Tampico, Meksyk
- Taxco de Alarcón, Meksyk